# Turner (Oregon)
Pour les articles homonymes, voir Turner.
Turner est une ville de l'État de l'Oregon aux États-Unis.